# Sömnparalys

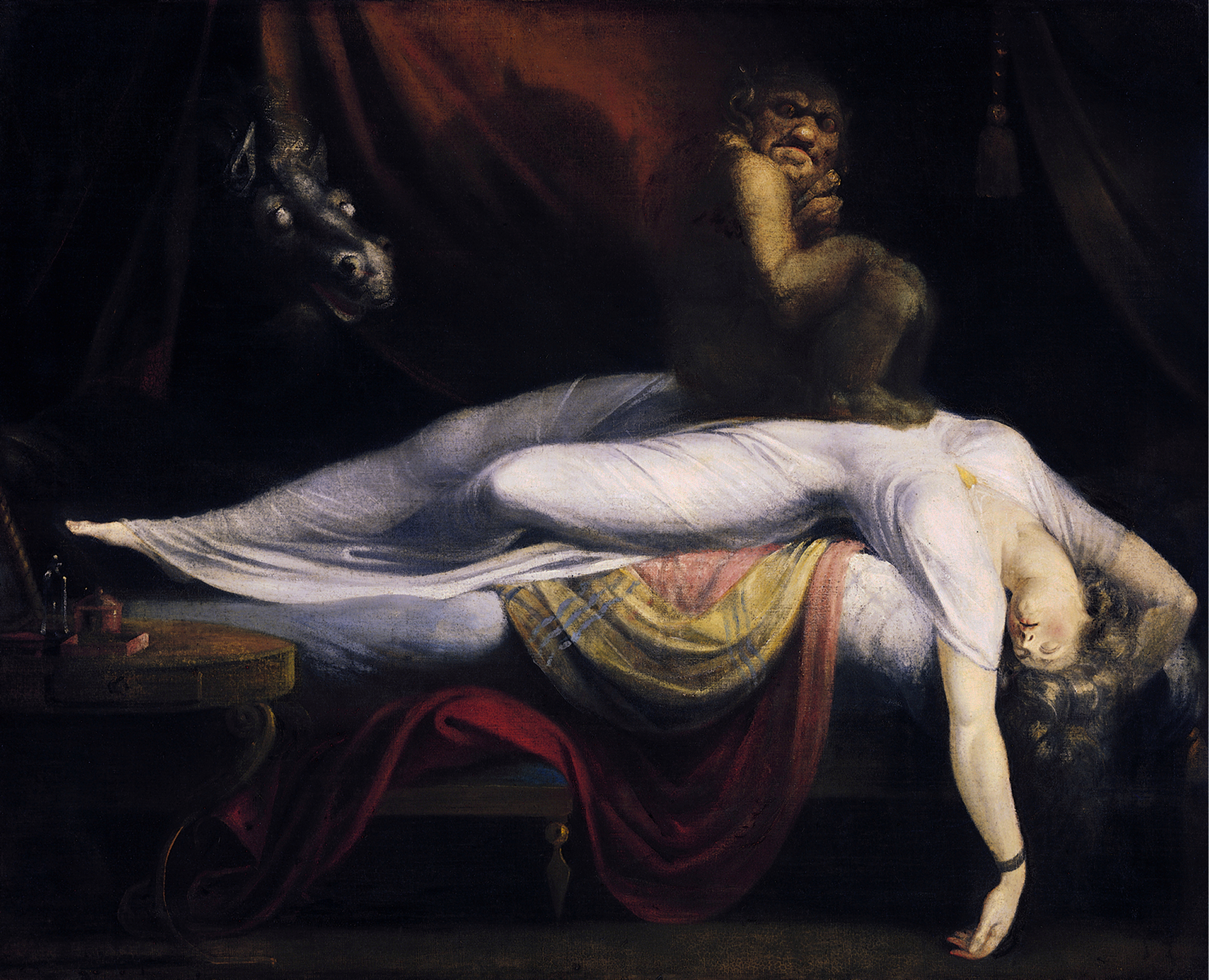
Nattmaran av Johann Heinrich Füssli (1781) tros vara en avbildning av ett klassiskt stadium under sömnparalys.

Sömnparalys eller sömnförlamning är ett tillstånd som inträffar under övergången mellan sömn och vakenhet, där individen är medveten men tillfälligt oförmögen att röra sig eller tala. Det är kopplat till REM-sömnen, då kroppen naturligt är förlamad för att förhindra rörelser under drömmar. Vid sömnparalys kvarstår denna förlamning trots att hjärnan är vaken.
Tillståndet kan ofta åtföljas av hallucinationer, känslor av tryck på bröstet eller upplevelser av närvaro i rummet. Även om det kan vara skrämmande är sömnparalys i sig ofarligt och brukar gå över inom några sekunder till minuter. I sällsynta fall kan paralysen pågå upp till 20 minuter.
En person kan ha återkommande sömnparalyser, eller bara uppleva det en enda gång. Cirka 5 procent av alla människor upplever regelbunden sömnparalys. Upp till 50% av alla människor upplever sömnparalys minst en gång i sitt liv.

## Upplevelser under sömnparalys
Sömnparalys kännetecknas av en oförmåga att röra sig. Tillståndet åtföljs dessutom ofta av andra upplevelser:    
Hallucinationer: Vissa människor kan uppleva hallucinationer under sömnparalys. Dessa är ofta skrämmande, och kan innebära stark känsla av att någon befinner sig i rummet eller nära sängen. Hallucinationerna har förklarats som att vissa funktioner från REM-sömnen dröjer sig kvar.
Upplevelser av att det är svårt att andas: Även om de automatiska andningsmusklerna fortfarande fungerar, är de viljestyrda musklerna i bröstkorgen tillfälligt förlamade. Detta kan skapa en kvävningskänsla, även om kroppen fortfarande får tillräckligt med syre.
Tryck på bröstet: En känsla av tyngd eller tryck över bröstet, som ibland upplevs som att någon sitter på bröstkorgen.
Rädsla: En stark känsla av ångest eller skräck.
Sömnparalys kan också leda till känslan av att sväva, eller utanför kroppen-upplevelser.
Förvriden tidsuppfattning: Sömnparalysen kan kännas som att den varar länge, trots att den oftast bara varar några sekunder till några minuter.  

## Orsaker
Under REM-sömnen stänger hjärnan av de flesta av kroppens viljestyrda muskler för att musklerna inte ska röra sig under drömmen. För den som sedan drömmer om att till exempel springa, känns det helt verkligt trots att kroppen i verkligheten inte vevar med benen i sängen. Vid sömnparalys stängs muskelkontrollen av för tidigt eller slås på för sent. Då kan inte musklerna spänna sig eller röra sig trots att hjärnan är vaken. Den som inte vet vad som har hänt kan lätt att få panik när tillståndet uppkommer, men det är inte farligt och går över av sig självt efter ett tag.  
Det tycks finnas ett flertal faktorer som kan öka sannolikheten för sömnparalys, inklusive genetiska faktorer och medvetna handlingar som att upprepade gånger störa en persons REM-sömn.
Det ska även påpekas att sömngående i regel inte beror på att hjärnan inte kan dämpa signalerna till musklerna eftersom sömngående vanligtvis inte sker under REM-sömnen. Sömngång under REM-sömn kan dock inträffa som ett symptom på REM Sleep Behaviour Disorder, ett neurodegenerativt tillstånd där muskeltonus bibehålls under REM-sömnen, vilket gör att patienten agerar ut sina drömmar.
Forskning har föreslagit att hypnagoga hallucinationer kan bero på en rubbning i den synkroniserade deaktiveringen och aktiveringen av hjärnbarken och talamus under sömnen, då en aktiverad hjärnbark verkar sammanfalla med denna typ av hallucinationer.

## Samhälle och kultur

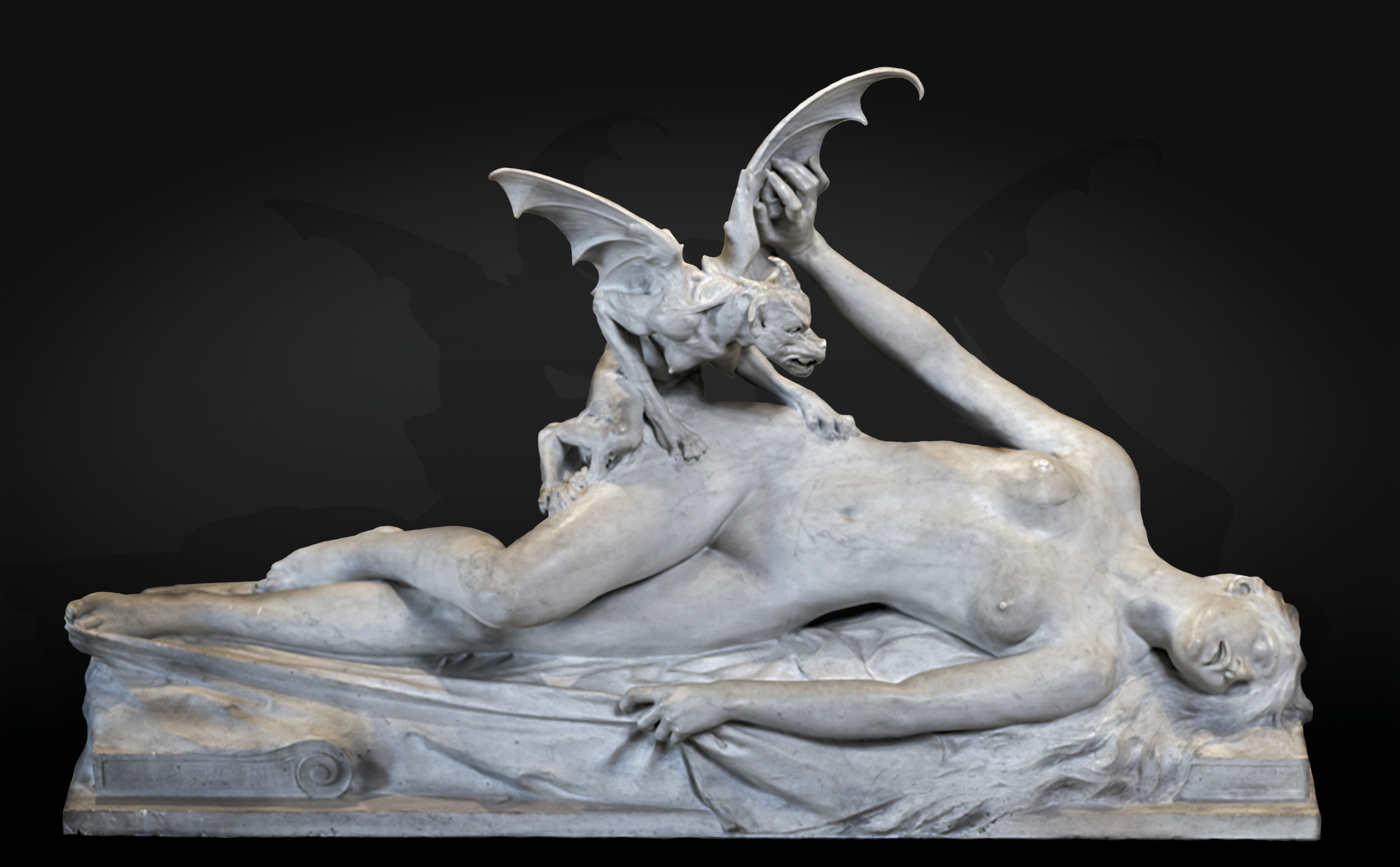
Le Cauchemar (Mardrömmen), av Eugène Thivier (1894).

Även om kärnan i sömnparalys (till exempel förlamning och sinnesnärvaro) verkar vara universell, så upplevs tillståndet olika beroende på tid, plats och kultur. Över 100 olika termer har identifierats för att beskriva sömnparalys. Psykologen Chris French skrev 2009 om hur erfarenheter från sömnparalys kan påverka lokal folktro - och hur samma folktro sedan kan påverka upplevelser under sömnparalys i efterföljande generationer.
Sömnparalysen har beskrivits som ett demoniskt väsen som sätter sig på den sovandes bröst, ofta sammankopplat med en känsla av andnöd. I svensk folktro kallades detta väsen för maran. Ordet mardröm betecknade ursprungligen endast ett anfall av sömnparalys, för att senare beteckna alla former av otäcka drömmar. Det är en vanlig utveckling också i andra språk. 
Kristen tradition berättar om Succubus och Incubus - en kvinnlig respektive manlig demon som förför sovande. I Mesopotamien fanns motsvarigheterna Lilitu och Lilu. Enligt judisk mystik blev Adams första fru Lilit en succubus. Arabisk mytologi berättas om qarînah, en ande som liknar succubus. I Västindien talas om kokma - ett spökbarn som hoppar på bröstkorgen och attackerar halsen. I Kina kallas fenomenet gui ya, eller spöktryck. I Japan används ordet kanashibari både om sömnparalys och om en magisk kraft tillhörande den buddhistiska gudomen Fudo Myo-oh som lät medeltida präster paralysera andra. Moderna berättelser om skuggvarelser har också kopplats ihop med fenomenet. Historier om besök av utomjordingar har beskrivits som en modern variant av upplevelserna under sömnparalys.

### I populärkulturen
Zara Larsson och Jonna Jinton har skildrat sina upplevelser av sömnparalys. Billie Eilish erfarenheter av sömnparalys inspirerade låten och musikvideon Bury a friend. I Keeping Up With the Kardashians pratar Kendal Jenner om hur stress leder till att hon upplever sömnparalys.
I romanen Moby Dick från 1851 upplever huvudpersonen Ishmael sömnparalys och känner en ondskefull närvaro i rummet. Ernest Hemingway beskriver fenomenet i novellen Snows of Kilimanjaro. Guy de Maupassants korta berättelse Horla från 1887 har tolkats som en beskrivning av sömnparalys. Horla inspirerade H.P. Lovecrafts novell Call of Cthulhu. Och Lovecraft själv har beskrivit hur han i sin barndom ofta låg förlamad på nätterna, besökt av ansiktslösa demoner. Han skrev om demonerna i dikten “Night Gaunts” och i romanen “Sökandet efter det drömda Kadath”.
I filmen Cat's eye med manus av Stephen King kryper ett troll upp på en sovande Drew Barrymore och kväver henne. Skräckfilmen Mara inspirerades av sömnparalys och berättelser om maror.
Dokumentärfilmen The Nightmare från 2015 handlar om sömnparalys. Deltagarna i dokumentären intervjuas, och deras erfarenheter spelas upp av skådespelare.